# Carter Hudson
Pour les articles homonymes, voir Hudson.
 (juin 2025).
La mise en forme du texte ne suit pas les recommandations de Wikipédia : il faut le « wikifier ».
Les points d'amélioration suivants sont les cas les plus fréquents. Le détail des points à revoir est peut-être précisé sur la page de discussion.
- Les titres sont pré-formatés par le logiciel. Ils ne sont ni en capitales, ni en gras.
- Le texte ne doit pas être écrit en capitales (les noms de famille non plus), ni en gras, ni en italique, ni en « petit »…
- Le gras n'est utilisé que pour surligner le titre de l'article dans l'introduction, une seule fois.
- L'italique est rarement utilisé : mots en langue étrangère, titres d'œuvres, noms de bateaux, etc.
- Les citations ne sont pas en italique mais en corps de texte normal. Elles sont entourées par des guillemets français : « et ».
- Les listes à puces sont à éviter, des paragraphes rédigés étant largement préférés. Les tableaux sont à réserver à la présentation de données structurées (résultats, etc.).
- Les appels de note de bas de page (petits chiffres en exposant, introduits par l'outil «  Source ») sont à placer entre la fin de phrase et le point final[comme ça].
- Les liens internes (vers d'autres articles de Wikipédia) sont à choisir avec parcimonie. Créez des liens vers des articles approfondissant le sujet. Les termes génériques sans rapport avec le sujet sont à éviter, ainsi que les répétitions de liens vers un même terme.
- Les liens externes sont à placer uniquement dans une section « Liens externes », à la fin de l'article. Ces liens sont à choisir avec parcimonie suivant les règles définies. Si un lien sert de source à l'article, son insertion dans le texte est à faire par les notes de bas de page.
- La présentation des références doit suivre les conventions bibliographiques. Il est recommandé d'utiliser les modèles {{Ouvrage}}, {{Chapitre}}, {{Article}}, {{Lien web}} et/ou {{Bibliographie}}. Le mode d'édition visuel peut mettre en forme automatiquement les références.
- Insérer une infobox (cadre d'informations à droite) n'est pas obligatoire pour parachever la mise en page.

Pour une aide détaillée, merci de consulter Aide:Wikification.
Si vous pensez que ces points ont été résolus, vous pouvez retirer ce bandeau et améliorer la mise en forme d'un autre article.
Carter Hudson est un acteur américain, né le 21 janvier à Shreveport, en Louisiane,. Il est surtout connu pour avoir joué dans le drame policier Snowfall de John Singleton, qui a débuté le 5 juillet 2017 sur FX et s'est terminé en 2023 après six saisons,.
Carter Hudson a fréquenté le Collin College au Texas avant d'être transféré au SUNY Purchase Conservatory of Theater Arts à New York, où il a obtenu son diplôme en 2009. Après avoir obtenu son diplôme, Hudson a commencé sa carrière au théâtre, décrochant des rôles dans plusieurs productions. Parmi ses premières œuvres notables, on peut citer Honus and Me (2009) au Mountain Playhouse en Pennsylvanie, The Chosen (2010) au Portland Center Stage en Oregon, The Effect (2012) de Lucy Prebble et A Crime to Remember (2013).
Hudson a été reconnu pour son interprétation de Teddy McDonald, un agent de la CIA, dans la série FX Snowfall, qui a été créée en 2017.

## Filmographie

### Télévision
- Un crime dont on se souvient (2013)[7]
- La Nuit de (2016)[7]
- Snowfall (2017) dans le rôle de Teddy McDonald[8],[9]
- Le mot L : Génération Q (Showtime)
- Les Sauvages (2020)[10]
- Cher Edward (2023)[11]

### Film
- La Cerisaie (2016)
- Appelez Jane (2022)

- Honus and Me (2009) au Mountain Playhouse en Pennsylvanie
- The Chosen (2010) au Portland Center Stage dans l'Oregon
- L'Effet (2012) de Lucy Prebble

### Jeux vidéo
Red Dead Redemption (Doubleur de personnage)